# كوهي أوسوي
كوهي أوسوي (باليابانية: 臼井 幸平) (16 يوليو 1979 في يوكوهاما في اليابان – )؛ هو لاعب كرة قدم ياباني سابق كان يلعب كمدافع.

## وصلات خارجية
- كوهي أوسوي على موقع رابطة كرة القدم اليابانية للمحترفين (اليابانية)
- كوهي أوسوي على موقع قاعدة بيانات كرة القدم.إي يو (الإنجليزية)
- كوهي أوسوي على موقع Soccerway.com (الإنجليزية)
- كوهي أوسوي على موقع عالم كرة القدم.نت (الإنجليزية)